# Adenophorus carsonii
Adenophorus carsonii är en stensöteväxtart som beskrevs av Ranker. Adenophorus carsonii ingår i släktet Adenophorus och familjen Polypodiaceae. Inga underarter finns listade.